# سيرجيو أنطونيو دي لويز جونيور
سيرجيو أنطونيو دي لويز جونيور (6 أبريل 1995 في البرازيل - ) هو لاعب كرة قدم برازيلي في مركزي الهجوم والوسط.

## وصلات خارجية
- سيرجيو أنطونيو دي لويز جونيور على موقع اتحاد تركيا (لاعب) (الإنجليزية)
- سيرجيو أنطونيو دي لويز جونيور على موقع قاعدة بيانات كرة القدم.إي يو (الإنجليزية)
- سيرجيو أنطونيو دي لويز جونيور على موقع Soccerway.com (الإنجليزية)
- سيرجيو أنطونيو دي لويز جونيور على موقع عالم كرة القدم.نت (الإنجليزية)